# Pandineum dahli
Pandineum dahli är en mångfotingart som beskrevs av Chamberlin 1955. Pandineum dahli ingår i släktet Pandineum och familjen storjordkrypare. Inga underarter finns listade i Catalogue of Life.